# Auckland International 1981
Die Auckland International 1981 im Badminton  fanden Mitte 1981 in Auckland statt.

## Finalresultate
| Disziplin    | Sieger                                | Finalist                   | Ergebnis          |
| ------------ | ------------------------------------- | -------------------------- | ----------------- |
| Herreneinzel | Dhany Sartika                         | Syed Modi                  | 15-10, 15-8       |
| Dameneinzel  | Susan Daly                            | Sally Leadbeater           | 9-11, 11-7, 11-0  |
| Herrendoppel | Pinit Boonoon Surapong Suharitdamrong | Hastomo Arbi Dhany Sartika | 15-9, 3-15, 15-13 |
| Damendoppel  | Sally Leadbeater Helen Troke          | Susan Daly Julie McDonald  |                   |